# Anabazyna
Anabazyna (neonikotyna) – organiczny związek chemiczny z grupy alkaloidów pirydynowych, jeden z głównych nikotynoidów występujący w tytoniu obok nikotyny i nornikotyny. Zbudowana jest z pierścienia pirydynowego połączonego bezpośrednio z pierścieniem piperydynowym. Jest związkiem chiralnym, z jednym asymetrycznym atomem węgla, który w związku pochodzenia naturalnego ma konfigurację S. Czysta anabazyna jest higroskopijną, bezbarwną cieczą, która ciemnieje na powietrzu. Występuje również w Nicotiana glauca w ilości około 1%. Z wodą miesza się w każdym stosunki dając roztwory o odczynie zasadowym. Anabazyna łatwo wchłania się przez skórę, a przy tym jest silnie trująca dla ludzi i zwierząt – LD50 p.o. dla szczura wynosi 105 mg/kg masy ciała.
Jest alkaloidem pierwotnym, wytworzonym przez system korzeniowy rośliny. Nazwa związku pochodzi od nazwy łac. rośliny z gatunku Anabasis aphylla z rodziny komosowatych. Anabazyna występuje w Anabasis aphylla w ilościach od 0,11 do 5,01%, przy czym największa jej zawartość znajduje się w najmłodszych przyrostach pędów.

## Zastosowanie
Anabazyna stosowana jest jako środek owadobójczy. Jest insektycydem kontaktowym i żołądkowym. Formą użytkową jest 30% roztwór siarczanu anabazyny, który przed zastosowaniem poddaje się aktywacji za pomocą wodorotlenku wapnia. Wobec Aphis rumicis (mszycowate) jest dziesięciokrotnie bardziej toksyczna od nikotyny. Kluczowym elementem warunkującym jej toksyczność wobec owadów jest obecność silnie zasadowego azotu w pierścieniu piperydynowym.